# Barrie Mabbott
James Barrie Mabbott  (ur. 19 listopada 1960 w Carterton) – nowozelandzki wioślarz, brązowy medalista olimpijski i mistrz świata.

## Kariera
Wystąpił na igrzyskach olimpijskich w Los Angeles w 1984, gdzie osada Nowej Zelandii w składzie: Kevin Lawton, Don Symon, Barrie Mabbott, Ross Tong i Brett Hollister (sternik) zdobyła brązowy medal w czwórkach ze sternikiem. W finale A uplasowali się o 5,04 sekundy za osadą Wielkiej Brytanii i o 3,40 sekundy za osadą Stanów Zjednoczonych. Był to jego jedyny start olimpijski.
Na mistrzostwach świata w Duisburgu (1983) Mike Stanley, Andrew Stevenson, Dave Rodger, Roger White-Parsons, Chris White, Barrie Mabbott, George Keys, Nigel Atherfold i Andy Hay (sternik) zdobyli złoty medal w ósemkach. W wyścigu finałowym o 1,55 sekundy wyprzedzili osadę NRD, a o 3,65 sekundy pokonali Australijczyków.
Ponadto zdobył srebrny medal w dwójkach bez sternika i brązowy w ósemkach na igrzyskach Wspólnoty Narodów w Edynburgu (1986). 
Po zakończeniu kariery był działaczem sportowym, pracując między innymi dla New Zealand Rowing.